# Leucosolenia parthenopea
Leucosolenia parthenopea är en svampdjursart som beskrevs av Sara 1953. Leucosolenia parthenopea ingår i släktet Leucosolenia och familjen Leucosoleniidae. Inga underarter finns listade i Catalogue of Life.